# Бланк, Лес
Лесли Харрод «Лес» Бланк-младший (англ. Leslie Harrod "Les" Blank, Jr.; 27 ноября 1935, Тампа, Флорида, США — 7 апреля 2013, Беркли Хиллс, Калифорния, там же), американский режиссёр-документалист, лауреат премии BAFTA.

## Биография
Учился в Тулейнском университете (Новый Орлеан) и Университете Южной Калифорнии в Лос-Анджелесе.
Известен фильмами про американских музыкантов, в частности, Диззи Гиллеспи и Рая Кудера, а также картинами про еду и продовольствие в принципе — в частности, чеснок и чайное производство в Китае.
В 1983 году стал лауреатом премии BAFTA им. Роберта Флаэрти за вышедший в 1982 году фильм о Вернере Херцоге и съёмках им художественного фильма «Фицкаральдо». Ранее он уже обращался к жизни и творчеству Херцога, когда выпустил 22-минутный фильм «Вернер Херцог ест свою туфлю» (1980). В фильме было показано, как проигравший спор Херцог исполнил обещание съесть свою обувь.

## Болезнь и смерть
Умер в своём доме в Беркли Хиллс (Калифорния) на 78-м году жизни от рака мочевого пузыря. О смерти режиссёра сообщил его сын, также кинодокументалист, Хэррод Бланк.

## Фильмография
- 1960 — Running Around Like A Chicken With Its Head Cut Off
- 1960—1985 — Six Short Films of Les Blank
- 1961, 1962 — Strike! & And Freedom Came!?
- 1965 — Диззи Гиллеспи / Dizzy Gillespie
- 1967 — Christopher Tree
- 1968 — God Respects Us When We Work, But Loves Us When We Dance
- 1969 — The Arch
- 1969 — The Sun’s Gonna Shine
- 1969 или 1970 — The Blues Accordin' to Lightnin' Hopkins
- 1970 — Chicken Real
- 1971 — Spend It All
- 1971 — A Well Spent Life
- 1973 — Dry Wood
- 1973 — Hot Pepper
- 1974 — A Poem Is A Naked Person
- 1976 — Пограничная музыка / Chulas Fronteras
- 1978 — Always for Pleasure
- 1979 — Del Mero Corazon
- 1979 или 1980 — Вернер Херцог ест свою туфлю /Werner Herzog Eats His Shoe
- 1980 — Чеснок стоит десяти матерей / Garlic is as Good as Ten Mothers
- 1982 — Бремя мечты / Burden of Dreams
- 1983 — Sprout Wings and Fly
- 1984 — На небесах нет пива / In Heaven There Is No Beer?
- 1985 — Cigarette Blues
- 1985 — Sworn to the Drum: A Tribute to Francisco Aguabella
- 1986 — Huey Lewis And The News: Be-Fore!
- 1987 — Gap-Toothed Women
- 1987 — Ziveli! Medicine for the Heart
- 1988 — A Blank Buffet
- 1988 — Ry Cooder And The Moula Banda Rhythm Aces
- 1989 — The Best of Blank
- 1989 — J’ai Été Au Bal / I Went to the Dance
- 1990 — Yum, Yum, Yum! A Taste of Cajun and Creole Cooking
- 1991 — Простаки за границей / Innocents Abroad
- 1991 — Julie: Old Time Tales of the Blue Ridge
- 1991 — Марк и Энн / Marc & Ann
- 1991 — Puamana
- 1994 — The Maestro: King of the Cowboy Artists
- 1994 — My Old Fiddle: A Visit with Tommy Jarrell in the Blue Ridge
- 1994 — Roots of Rhythm
- 2007 — All In This Tea (совместно с Джиной Лейбрехт)